# Chelation
Chelation, in der Bodenkunde auch Komplexierung genannt, ist ein chemischer Verwitterungsprozess, genauer ein biochemischer Prozess, bei welchem Metallionen durch Bindung an organische Säuren aus ihren Feststoffen herausgetrennt werden.
Ohne diesen Prozess wären verschiedene Stoffe aufgrund ihrer Verwitterungsbeständigkeit unlöslich. Bei dem Prozess werden metall-organische Komplexe, chelatisierende Säuren, gebildet, welche aus Zersetzungsprodukten von Pflanzen (beispielsweise Flechten) und Ausscheidungen lebender Wurzeln entstehen. Die Chelation wirkt vorwiegend auf Aluminium, Eisen und Mangan ein.